# Đặng Thị Cẩm Hà
Đặng Thị Cẩm Hà sinh năm 1952 là nguyên Trưởng phòng Viện Công nghệ sinh học (Viện Hàn lâm khoa học công nghệ Việt Nam).

## Tiểu sử
Đặng Thị Cẩm Hà tốt nghiệp Đại học Bacu (Liên Xô) năm 1975 về chuyên ngành vi sinh vật sử dụng dầu mỏ. Năm 1990, bà bảo vệ thành công luận án tiến sĩ tại Viện Hàn lâm Khoa học Hungary. Sau đó bà làm ở nhiều viện nghiên cứu như Hungary, Áo, Đức. Bà từng làm ở Viện Công nghệ Sinh học và hiện là tư vấn của Chủ tịch Viện hàn lâm khoa học công nghệ Việt Nam. Bà đã có 7 bằng sáng chế, thực hiện 30 dự án các cấp, công bố 146 công trình khoa học công nghệ trong và ngoài nước.

## Công trình khoa học
Một trong số những công trình tiêu biểu của bà là đề tài nghiên cứu về công nghệ phân hủy sinh hoc (bioremediation) nhằm làm sạch dầu ô nhiễm ở các môi trường sinh thái khác nhau. Hoàn thành và đưa vào ứng dụng từ năm 1998, cho đến nay công nghệ này vẫn được áp dụng hiệu quả tại 5 kho dầu lớn nhất miền Bắc của Công ty Xăng dầu B12.
Một số thành công khác của PGS. TS Đặng Thị Cẩm Hà là tìm ra công nghệ xử lý loại màu thuốc nhuộm hoạt tính bằng tổ hợp của các enzyme laccase nhằm xử lý màu thuốc nhuộm vải, xử lý các chất ô nhiễm nồng độ thấp trong công nghệ phân hủy sinh học xử lý đất ô nhiễm chất diệt cỏ/dioxin do Mỹ sử dụng trong chiến tranh tại các điểm nóng Đà Nẵng và Biên Hòa.

## Giải thưởng
Tiến sĩ Hà từng nhận nhiều giai thưởng như giải nhất VIFOTEC 2001, huy chương vàng và bạc "Các nhà sáng chế phụ nữ quốc tế" tổ chức tại Hàn Quốc năm 2012.. Ngày 6/3/2016, bà được Liên Hiệp Hội Phụ nữ Việt Nam trao giải thưởng Kovalevskaia năm 2015.